# Simeon I av Bulgarien
Simeon (även Symeon) I, eller Simeon den store, (Симеон I Велики, translittererat Simeon I Veliki; IPA: /si.mɛ.ˈɔn ˈpɤr.vi vɛ.ˈli.ki/) härskade över Bulgarien från 893 till 927, under det första bulgariska riket. Simeons framgångsrika fälttåg mot bysantinerna, magyarerna och serberna förde Bulgarien till dess största territoriella utvidgning någonsin, och gjorde landet till den mäktigaste staten i det dåtida Östeuropa. Hans styre var också en period av då oöverträffat kulturellt välstånd och upplysning, som senare kallats den bulgariska kulturens guldålder.
Under Simeons styre utvidgades Bulgarien över ett territorium mellan Egeiska havet, Adriatiska havet och Svarta havet, och den nya bulgariska huvudstaden Preslav uppgavs konkurrera med  Konstantinopel. Den nyblivet självständiga Bulgariska ortodoxa kyrkan blev det första nya patriarkatet efter de fem tidiga patriarkaten och bulgariska översättningar av kristna texter i glagolitisk skrift spreds över hela den dåvarande slaviska världen. Efter halva sin regeringstid antog Simeon titeln  kejsare (tsar), efter att tidigare ha kallats furste (knjaz).

## Biografi

### Bakgrund och uppväxt

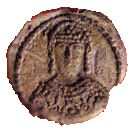
"Anonymt" sigill av Simeon I.

Simeon föddes 864 eller 865 som tredje son till knjaz Boris I av Krums dynasti. Då Boris var den härskare som kristnade Bulgarien år 865 var Simeon kristen hela sitt liv. Då hans äldste bror Vladimir utsågs till arvinge till Bulgariens tron tänkte sig Boris att Simeon skulle få en hög kyrklig post, möjligen bulgarisk ärkebiskop, och skickade honom till det ledande universitetet i Konstantinopel när han var tretton eller fjorton för att han skulle få en teologisk utbildning. Han tog det hebreiska namnet Simeon som novis i ett kloster i Konstantinopel. Under det årtionde (cirka 878–888) han tillbringade i den bysantinska huvudstaden fick han utmärkt utbildning och studerade Demosthenes retorik och Aristoteles. Han lärde sig också flytande grekiska, i sådan utsträckning att han benämndes "halvgreken" i bysantinska krönikor. Det spekuleras om att han fick undervisning av patriark Fotios I av Konstantinopel, men detta har inget stöd i någon källa.
Omkring 888 återvände Simeon till Bulgarien och slog sig ner i det nyligen upprättade kungliga klostret i Preslav "vid mynningen av  Titja", där han, under ledning av Naum av Preslav, ägnade sig åt aktiv översättning av viktiga religiösa verk från grekiska till fornkyrkoslaviska, med hjälp av andra studenter från Konstantinopel. Under tiden hade Vladimir efterträtt Boris, som hade dragit sig tillbaka till ett kloster, som härskare över Bulgarien. Vladimir försökte återinföra hedendom i riket och slöt möjligen en anti-bysantinsk pakt med Arnulf av Kärnten, vilket tvingade Boris att återta tronen enbart för att avsätta och bestraffa Vladimir och utse Simeon till ny härskare. Detta gjordes vid en sammankomst i Preslav där man också utropade bulgariska som statens och kyrkans enda språk och beslöt att flytta huvudstaden från Pliska till Preslav. Det är okänt varför Boris inte satte sin andre son, Gavril, på tronen, utan istället föredrog Simeon.

### Handelskrig med Bysans och magyariska invasioner
Med Simeon på tronen kom den långvariga fred med Bysantinska riket som upprättats av hans far att närma sig sitt slut. En konflikt uppstod när den bysantinske kejsaren Leo VI, efter påtryckningar från sin hustru Zoë Karbonopsina och hennes far, flyttade marknadsplatsen för bulgariska varor från Konstantinopel till Thessaloniki, där de bulgariska köpmännen blev hårt beskattade. Bulgarerna sökte beskydd av Simeon, som i sin tur klagade inför Leo. Den bysantinske kejsaren ignorerade dock Simeons förfrågan.

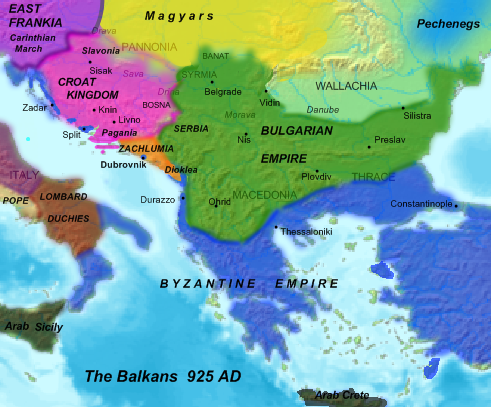
Karta över Bulgariens största utbredning under Simeon I:s regeringstid år 893–927.

Simeon tvingades gå till handling, och invaderade på hösten 894 Bysantinska riket norrifrån. Han mötte ringa motstånd eftersom de flesta bysantinska styrkor var koncentrerade till östra Anatolien för att stå emot arabiska invasioner. Då han informerats om den bulgariska framstöten skickade den överraskade Leo en armé bestående av gardesofficerer och andra militära enheter från huvudstaden för att hejda Simeon, men hans trupper blev fullständigt besegrade någonstans i themat Makedonien. Bulgarerna tillfångatog de flesta av de khazariska gardesofficererna och dödade många arkonter, däribland härens anförare. Istället för att fortsätta sin framstöt mot den bysantinska huvudstaden drog dock Simeon snabbt tillbaka sina trupper för att möta en magyarisk invasion from norr. Dessa händelser har senare kallats "det första handelskriget i medeltidens Europa" av bulgariska historiker.
Bysantinerna kunde inte svara effektivt på det bulgariska fälttåget på grund av att deras styrkor var sysselsatta i strider mot araberna. De övertalade istället magyarerna att angripa Bulgarien, och lovade att transportera dem över Donau med den bysantinska flottan. Möjligen slöt Leo VI ett avtal med Arnulf för att försäkra sig om att frankerna inte skulle stödja Simeon mot magyarerna. Dessutom kallades den begåvade befälhavaren Nikeforos Fokas tillbaka från Italien för att leda en separat armé mot Bulgarien 895 enbart med syfte att injaga fruktan hos bulgarerna. Simeon, som inte kände till hotet från norr, skyndade sig att möta Fokas styrkor, men de två arméerna gick inte i strid med varandra. Istället erbjöd bysantinerna fred, och informerade honom om både fälttåget till lands och till sjöss, men gav med avsikt inget besked om det planerade magyariska anfallet. Simeon litade inte på sändebudet utan satte honom i fängelse, varefter han beordrade att den bysantinska flottans väg in i Donau skulle spärras av med rep och kedjor, för att kunna hålla den där tills han hade hanterat Fokas.
Trots de problem de mötte på grund av avspärrningen lyckades bysantinerna till slut föra de magyariska styrkorna under ledning av Árpáds son Liüntika över Donau, möjligen nära dagens Galați, och bistod dem med att plundra de närliggande bulgariska områdena. När han fått kännedom om den överraskande invasionen färdades Simeon norrut för att stoppa magyarerna, men lämnade några av sina trupper vid sydgränsen för att förhindra en möjlig attack från Fokas. Simeons två möten med fienden i norra Dobrudzja resulterade i segrar för magyarerna, och tvingade honom att göra reträtt till Drǎstǎr. Efter att ha plundrat stora delar av Bulgarien och nått fram till Preslav återvände magyarerna till sina områden, men inte förrän Simeon hade slutit vapenstillestånd med Bysans framåt sommaren 895. En fullständig fred fördröjdes, då Leo VI krävde att de bysantinska fångarna från handelskriget skulle släppas fria.

### Fälttåg mot magyarerna och ytterligare krig mot Bysans
Sedan han hade hanterat trycket från magyarerna och bysantinerna hade Simeon möjlighet att planera ett fälttåg mot magyarerna för att ta hämnd. Han framförhandlade en gemensam armé med magyarernas grannar i öster, petjenegerna, och tillfångatog det bysantinska sändebudet Leo Magister för att fördröja frisläppandet av fångar till efter fälttåget mot magyarerna. Detta skulle möjliggöra för honom att omförhandla fredsvillkoren till sin fördel. I en brevväxling med sändebudet vägrade Simeon släppa fångarna och hånade Leo VI:s astrologiska förmågor.
Simeon använde en magyarisk invasion på de angränsande slavernas områden år 896 som casus belli och tågade mot magyarerna tillsammans med sina petjenegiska allierade. De besegrade magyarerna fullständigt i slaget vid södra Buh och fick dem att lämna Etelköz för alltid och slå sig ned i Pannonien. Efter att magyarerna besegrats släppte Simeon slutligen de bysantinska fångarna i utbyte mot bulgarer som tillfångatagits 895.

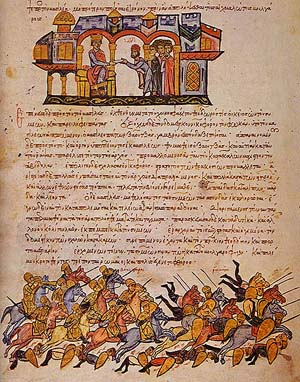
Bulgarerna slår ned de bysantinska styrkorna i Bulgarophygon 896. Från Madrid Skylitzes.

Simeon hävdade att alla fångar inte hade släppts, och invaderade Bysantinska riket igen på sommaren 896, då han gick direkt mot Konstantinopel. Han möttes i Thrakien av en hastigt ihopsamlad bysantinsk armé, men förintade de bysantinska styrkorna i slaget vid Bulgarophygon (vid dagens Babaeski i Turkiet). Genom en desperat åtgärd att beväpna arabiska fångar och skicka dem i strid mot bulgarerna lyckades Leo VI slå tillbaka bulgarerna från Konstantinopel, som de hade belägrat. Kriget slutade med ett fredsfördrag som formellt varade till omkring Leo VI:s död 912 och som innebar att Bysantinska riket måste betala en årlig tribut till Bulgarien. Enligt fördraget avstod bysantinerna också ett område mellan Svarta havet och Strandzja till det bulgariska riket. Under tiden hade Simeon också lagt under sig Serbien i utbyte mot att erkänna Petar Gojniković som serbernas härskare.
Simeon bröt ofta mot fredsfördraget med Bysans. Han anföll och erövrade bysantinskt territorium vid flera tillfällen, såsom 904, då bulgarernas räder användes av araber under ledning av den bysantinske avfällingen Leo av Tripoli för att genomföra en sjökrigståg och inta Thessaloniki. Efter att araberna hade plundrat staden var den ett lätt mål för Bulgarien och de närbelägna slaviska stammarna. För att avråda Simeon från att inta staden och befolka den med slaver, var Leo VI tvungen att göra ytterligare landavträdelser till Bulgarien i Makedonien. I och med fördraget från 904 avträddes alla slaviskbefolkade områden i södra Makedonien och södra Albanien till Bulgariska riket, och gränsen kom att ligga cirka 20 kilometer norr om Thessaloniki.

### Erkännande som kejsare
Leo VI dog den 11 maj 912 och hans minderårige son Konstantin VIII tillträdde som kejsare under vägledning av Leos bror Alexander, vilken kastade ut Leos fru Zoë från palatset. Vid denna tidpunkt uppstod en stor möjlighet för Simeon att försöka sig på ett nytt fälttåg mot Konstantinopel, som han under hela sitt liv drömde om att erövra. På våren 913 skickades Simeons sändebud, som hade kommit till Konstantinopel för att förnya 896 års fred, bort av Alexander, som vägrade betala den årliga tributen och uppmanade Simeon att bereda sig på krig.
Innan Simeon kunde anfalla avled Alexander den 6 juni 913 och lämnade riket i händerna på ett regentskapsråd under ledning av patriarken Nikolaos Mystikos. Många av Konstantinopels invånare erkände inte den unge kejsaren och stödde tronpretendenten Konstantin Doukas, vilket, förstärkt av uppror i södra Italien och den planerade arabiska invasionen i östra Anatolien, var till Simeons fördel. Nikolaos försökte avråda Simeon från att invadera Bysans i en lång serie vädjande brev, men den bulgariske härskaren attackerade ändå med full styrka i slutet av juli eller augusti 913 och kom fram till Konstantinopel utan något allvarligt motstånd. Anarkin i Konstantinopel hade dock tagit slut efter att pretendenten Konstantin Doukas blivit mördad och en regering bildats med patriark Nikolaos i ledningen. Detta drev Simeon att lyfta sin belägring och delta i fredsförhandlingar, till bysantinarnas glädje. De utdragna förhandlingarna ledde till att Bysans betalade innestående fordringar på tributen till Bulgarien, ett löfte om att Konstantin VII skulle gifta sig med en av Simeons döttrar och viktigast av allt, att patriark Nikolaos officiellt erkände Simeon som bulgarernas kejsare i palatset Blachernai.
Kort efter Simeons besök i Konstantinopel återvände Konstantins mor Zoe till palatset på inrådan av den unge kejsaren, och började genast eliminera riksföreståndarna. Genom en komplott lyckades hon ta makten i februari 914, då hon så gott som avlägsnade patriark Nikolaos från regeringsmakten, tog avstånd från och skylde över hans erkännande av Simeons kejsartitel och förkastade det planerade äktenskapet mellan hennes son och en av Simeons döttrar. Simeon blev tvungen att tillgripa krig för att uppnå sina målsättningar. Han invaderade Thrakien på sommaren 914 och intog Adrianopel. Zoe var snabb att skicka många presenter till Simeon för att blidka honom och lyckades övertyga honom att återlämna Adrianopel och dra tillbaka sin armé. Under de följande åren stred Simeons styrkor i de nordvästra bysantinska provinserna, runt Durrës och Thessaloniki, men gjorde inget anfall mot Konstantinopel.

### Segrar vid Anchialos och Katasyrtai

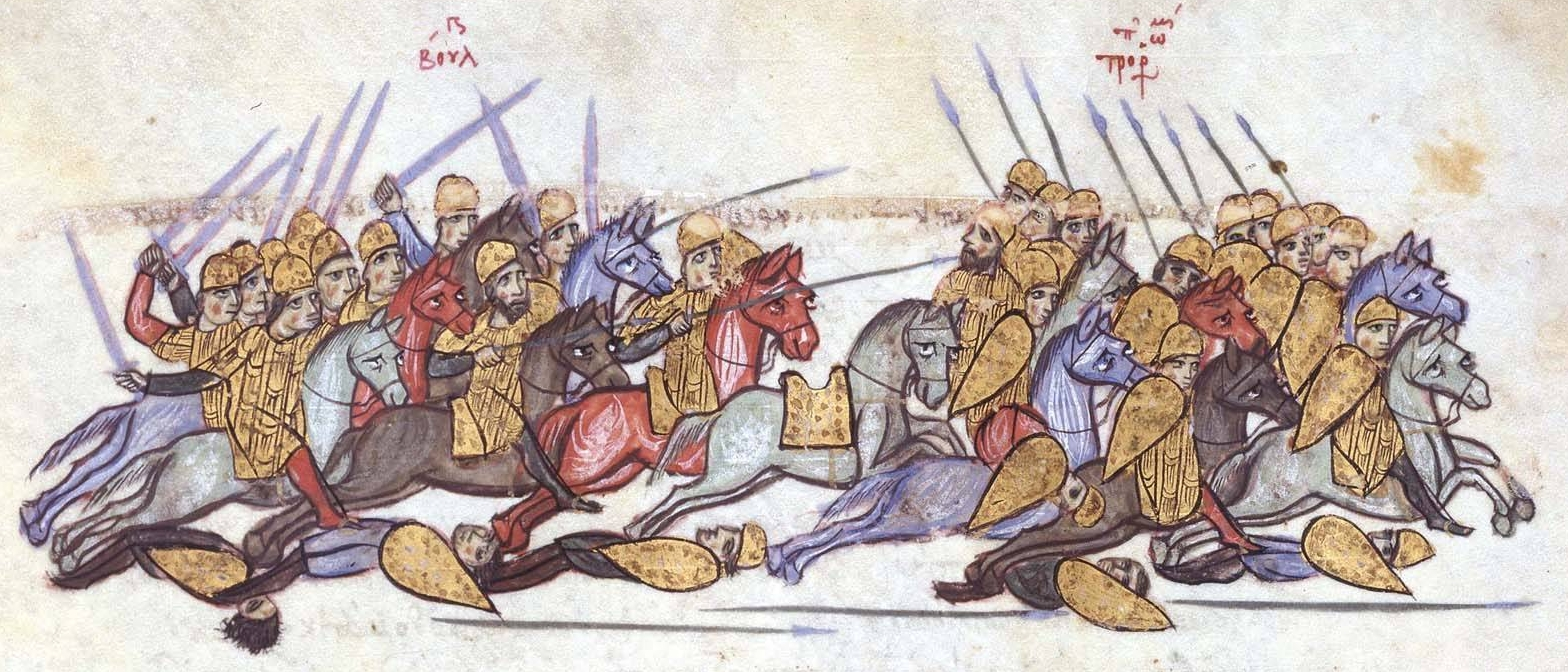
Den bulgariska segern vid Anchialos. Madrid Skylitzes.

År 917 hade Simeon börjat förbereda ännu ett krig mot Bysans. Han försökte sluta ett antibysantinskt förbund med petjenegerna, men hans sändebud kunde inte matcha bysantinernas ekonomiska resurser och bysantinerna lyckades bjuda över dem. Bysantinerna planlade ett storskaligt fälttåg mot Bulgarien och försökte också övertala den serbiske fursten Petar Gojniković att anfalla bulgarerna med magyariskt stöd.
917 invaderade en särskilt stark bysantinsk armé ledd av Leo Fokas, son till Nikeforos Fokas, Bulgarien åtföljd av den bysantinska flottan under Romanos Lekapenos befäl. Flottan seglade till de bulgariska hamnarna vid Svarta havet. På vägen till Mesembria (Nesebǎr), där de skulle få förstärkning av trupper som transporterades av flottan, stannade Fokas styrkor för att vila nära floden Achelaos, inte långt från hamnen Anchialos (Pomorie). När Simeon blivit informerad om invasionen skyndade han sig att genskjuta bysantinerna, och anföll dem från de närliggande höjderna medan de vilade oorganiserade. I slaget vid Anchialos 20 augusti 917, ett av de största i medeltidens historia, besegrade bulgarerna bysantinarna fullständigt, och dödade många av deras befälhavare. Fokas lyckades dock fly till Mesembria. Årtionden senare skulle  Leo Diaconus skriva att "högar av ben kan fortfarande ses idag vid floden Achelaos, där bysantinernas armé då skändligen dräptes".

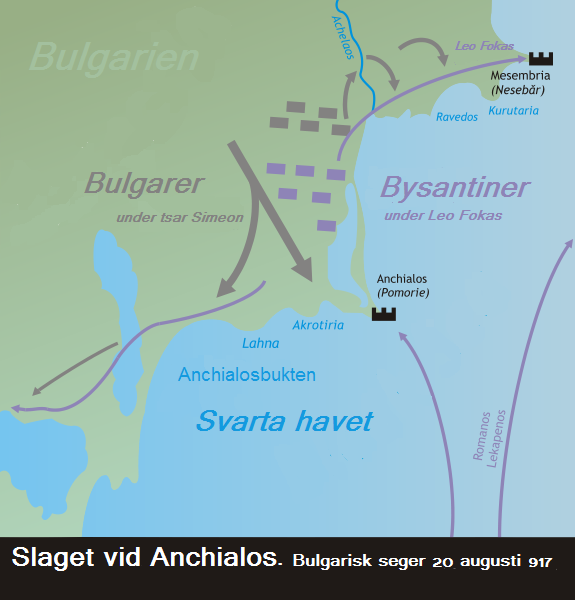
Bulgarisk seger den 20 augusti år 917 vid slaget om Anchialos.

Det planerade petjenegiska anfallet från norr misslyckades också, eftersom petjenegerna grälade med amiral Lekapenos, som vägrade transportera dem över Donau för att hjälpa den större bysantinska armén. Bysantinerna fick ingen hjälp av serber eller magyarer heller: magyarerna var i strid i Västeuropa som allierade till frankerna, och serberna under Petar Gojnikovićs ledning tvekade inför att anfalla Bulgarien eftersom Mihailo Višević i Zahumlje, som var allierad med Bulgarien, hade informerat Simeon om deras planer.
Simeons armé följde snabbt upp segern vid Anchialos med en annan framgång. De bulgarer som hade skickats att förfölja återstoden av den bysantinska armén närmade sig Konstantinopel och mötte bysantinska styrkor under ledning av Leo Fokas, som hade återvänt till huvudstaden, vid byn Katasyrtai i Konstantinopels omedelbara närhet. De bulgariska regementena anföll och besegrade än en gång bysantinerna, och förstörde några av deras sista enheter innan de återvände till Bulgarien.

### Undertryckande av serbiska oroligheter och senare fälttåg mot Bysans
Omedelbart efter det fälttåget ämnade Simeon straffa den serbiske härskaren Petar Gojniković som hade försökt förråda honom genom att bilda en allians med bysantinerna. Simeon skickade en armé under ledning av två av sina befälhavare, Teodor Sigritsa och Marmais, till Serbien. De två lyckades övertala Petar om att delta i ett personligt möte, under vilket han blev kedjad och fördes bort till Bulgarien, där han dog i en fängelsehåla. Simeon satte Pavle Branović, som tidigare var i exil i Bulgarien, på den serbiska tronen, och återställde därmed det bulgariska inflytandet i Serbien för en tid.
Under tiden framtvingade de militära motgångarna ännu ett regeringsskifte i Konstantinopel: amiralen Romanos Lekapenos ersatte Zoe som riksföreståndare åt den unge Konstantin VII år 919, och tvingade henne tillbaka till ett kloster. Romanos trolovade sin dotter Helena åt Konstantin och avancerade till medkejsare i december 920. Därmed övertog han i praktiken styret över riket, vilket i stort sett var vad Simeon hade planerat att göra.
Då han inte längre hade möjlighet att nå den bysantinska tronen med diplomatiska medel blev Simeon än en gång tvungen att föra krig för att driva igenom sin vilja. Mellan 920 och 922 ökade Bulgarien sitt tryck mot Bysans. Bulgarerna förde fälttåg i väster genom Thessalien och i öster i Thrakien, och nådde  Dardanellerna och Korintiska näset. Simeons styrkor framträdde inför Konstantinopel 921, då de krävde Romanos avgång och erövrade Adrianopel, och 922, då de segrade i slaget vid Pigae. brände stora delar av Gyllene hornet och intog Bizye. Under tiden försökte bysantinerna uppvigla Serbien mot Simeon, men han ersatte Pavle med Zaharije Pribisavljević, en tidigare flykting i Konstantinopel som han hade tillfångatagit.

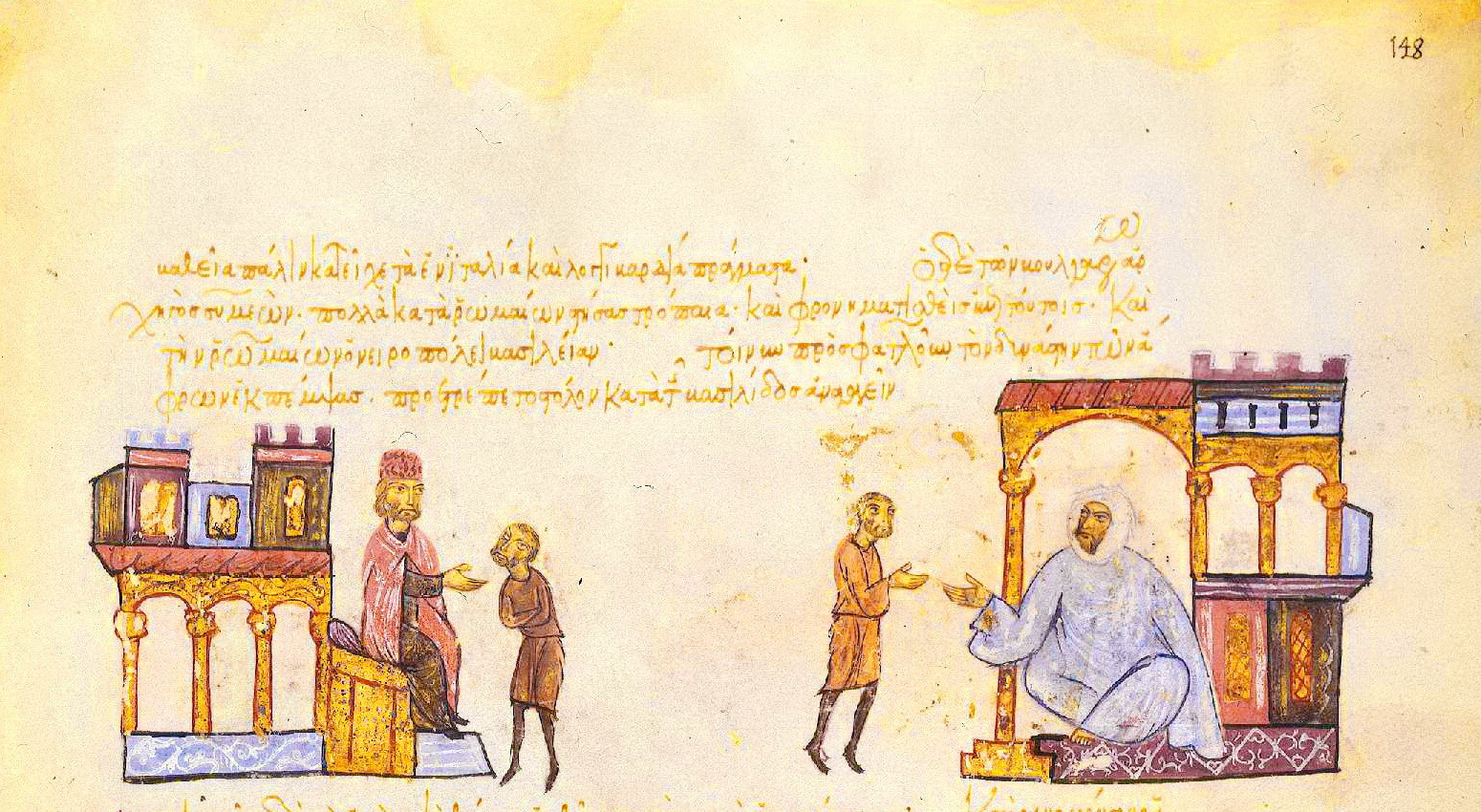
Simeon skickar sändebud till fatimiderna. Madrid Skylitzes.

Simeon, som var mycket angelägen om att erövra Konstantinopel, planlade ett stort fälttåg år 924 och skickade sändebud till den fatimidiske kalifen Ubayd Allah al-Mahdi Billah, som ägde en mäktig flotta, vilket Simeon behövde. Kalifen samtyckte och skickade egna företrädare tillbaka med bulgarerna för att färdigställa alliansen. Sändebuden blev dock tillfångatagna av bysantinerna i Kalabrien. Romanos erbjöd araberna fred och bifogade generösa gåvor till detta erbjudande. Därmed omintetgjorde han deras förbund med Bulgarien.
I Serbien blev Zaharije övertalad av bysantinerna att göra uppror mot Simeon. Zaharije fick stöd av många bulgarer som var trötta på Simeons ändlösa fälttåg mot Bysans. Den bulgariske kejsaren skickade sina trupper ledda av Sigritsa och Marmais, men de blev fullständigt besegrade och de två befälhavarna blev halshuggna. Detta tvingade Simeon att sluta vapenstillestånd med Bysans för att koncentrera sig på att slå ner upproret. Han var framgångsrik i detta, då Zaharije flydde till grannlandet Kroatien och Serbien ställdes under direkt bulgarisk kontroll.
På sommaren 924 reste Simeon ändå till Konstantinopel och begärde att få träffa patriarken och kejsaren. Han samtalade med Romanos vid Gyllene hornet den 9 september 924 och nådde en uppgörelse, enligt vilken Bysans skulle betala en årlig skatt till Bulgarien, men skulle återfå några städer vid Svarta havets kust. Under de två regenternas samtal sägs två örnar ha mötts i skyn ovanför och sedan ha skilts åt, den ena för att flyga över Konstantinopel och den andra i riktning mot Thrakien, som ett tecken på de två härskarnas oförenlighet. I sin beskrivning av detta möte nämner Theophanes Continuatus att "de två kejsarna… samtalade", vilket kan tyda på ett förnyat bysantinskt erkännande av Simeons anspråk på kejsartiteln.

### Krig mot Kroatien och död

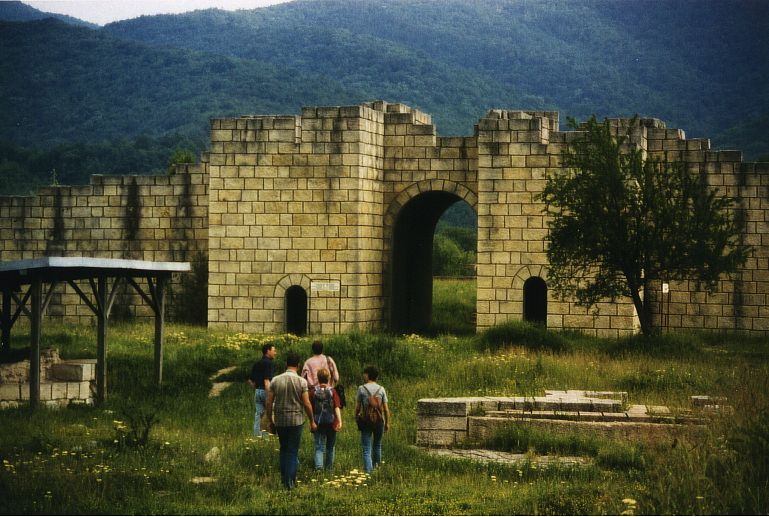
Ruin i Preslav.

Antagligen efter (eller möjligen vid samma tid som) patriark Nikolaos död år 925 höjde Simeon den bulgariska ortodoxa kyrkans ställning till ett patriarkat. Detta kan höra samman med Simeons diplomatiska förbindelser med påvedömet mellan 924 och 926, då han begärde och fick påven Johannes Xs erkännande av sin titel som "Romarnas kejsare", verkligt jämlik med den bysantinske kejsaren, och möjligen bekräftelse av den bulgariska ortodoxa kyrkans överhuvuds ställning som patriark.
År 926 invaderade Simeons trupper Kroatien, som vid den tiden var allierat med Bysans, men besegrades fullständigt av kung Tomislav I:s armé i slaget i de bosniska högländerna. Då Tomislav fruktade bulgarisk vedergällning gick han med på att överge sitt förbund med Bysans och sluta fred på basis av status quo, under medling av det påvliga sändebudet Madalbert. Under de sista månaderna i hans liv förberedde Simeon en ny belägring av Konstantinopel trots Romanos' desperata vädjanden om fred.
Den 27 maj 927 dog Simeon av hjärtsvikt i sitt palats i Preslav. Bysantinska krönikeskrivare knyter hans död till en legend, enligt vilken Romanos halshögg en staty som var en livlös dubbelgångare till Simeon, och Simeon dog i samma stund.
Han efterträddes av sin son Peter I, till en början med Georg Sursuvul, den nye kejsarens morbror, som riksföreståndare. Som en del av det fredsfördrag som Bulgarien och Bysans slöt i oktober 927 och Peters äktenskap med Maria (Eirene), barnbarn till Romanos, blev de befintliga gränserna bekräftade, liksom den bulgariske härskarens ställning som kejsare och den bulgariska kyrkans överhuvuds ställning som patriark.

## Kultur och religion
Under Simeons regeringstid nådde Bulgarien sin kulturella höjdpunkt och blev det slaviska Europas litterära och andliga centrum. I detta avseende fortsatte Simeon sin fader Boris politik att etablera och sprida slavisk kultur och att dra till sig kända lärda och författare inom Bulgariens gränser. Det främsta litterära arbetet i Bulgarien under Simeons regeringstid var koncentrerat till Preslavs litterära skola och Ohrids litterära skola, som båda grundades under Boris.
Det sena 800-talet och tidiga 900-talet utgör den tidigaste och mest produktiva perioden i medeltida bulgarisk litteratur. Simeon, som hade tillbringat en del av sin uppväxt i Konstantinopel, introducerade bysantinsk kultur vid det bulgariska hovet, men eliminerade dess assimilerande effekt med hjälp av militär makt och religiös autonomi. Kyrillos och Methodios lärjungar, bland andra Klemens av Ohrid, Naum av Preslav och Konstantin av Preslav, fortsatte sitt utbildningsarbete i Bulgarien och översatte aktivt kristna texter som Bibeln och arbeten av Johannes Chrysostomos, Basileios den store, Kyrillos av Alexandria, Gregorios av Nazianzos, Athanasios av Alexandria, samt historiska krönikor som de av Johannes Malalas och Georgios Hamartolos, till bulgariska. Under Simeons regeringstid framställdes också ett antal teologiska och sekulära verk i original, såsom Johannes exarkens Sex dagar (Sjestodnev), Konstantin av Preslavs Alfabetisk bön och Proklamation av evangelierna, och Tjernorizets Chrabars Om bokstäver. Simeons egna bidrag till denna litterära blomstring prisades av hans samtida, till exempel i Lovord till tsar Simeon som bevarats i Zlatostruj-samlingen och Simeons samling, som tsaren personligen skrev ett tillägg till.
Simeon gjorde den nya bulgariska huvudstaden Preslav till ett storslaget religiöst och kulturellt centrum, som syftade mer till att fungera som en uppvisning av hans väldes blomstringstid och som ett kungligt residens än som en militär befästning. Preslav var en kejserlig huvudstad med över tjugo kyrkor och många kloster, ett imponerande kungligt slott och den kungliga Gyllene (eller Runda) basilikan. Den bulgariska konstens utveckling under denna period demonstreras av en keramisk ikon av Teodor av Amasea och Preslav-stilens illustrerade keramik.

## Familj
Simeon var gift två gånger. Med sin första fru, vars identitet är okänd, hade Simeon en son vid namn Michail, som föddes före 913. Han uteslöts från tronföljden 927 och skickades i kloster. Han dog 931, kort efter att ha organiserat ett uppror.
Med sin andra fru, som var dotter till den inflytelserika adelsmannen Georg Sursuvul, hade han tre söner: Peter, som efterträdde honom som tsar av Bulgarien 927 och regerade till 969, Ivan, som gjorde uppror mot Peter 928 och sedan flydde till Bysans; och Benjamin (Bajan), som, enligt den langobardiska historikern Liutprand av Cremona, "innehade förmågan att förvandla sig plötsligt till en varg eller annat märkligt djur".
Simeon hade också flera döttrar, däribland en som bortlovades till att gifta sig med Konstantin VII år 913, och alltså var född innan dess. Giftermålet annullerades av Konstantins mor Zoe så snart hon hade återvänt till hovet.
|                                    |                                    |                                    |                                    |                                                  |                                                  |                              |                              |                              |                       |         |         |
| Boris I (d. 907, härskade 852—889) | Boris I (d. 907, härskade 852—889) | Boris I (d. 907, härskade 852—889) | Boris I (d. 907, härskade 852—889) | Maria                                            | Maria                                            | Maria                        | Maria                        | Maria                        | Maria                 | Maria   | Maria   |
|                                    |                                    |                                    |                                    |                                                  |                                                  |                              |                              |                              |                       |         |         |
|                                    |                                    |                                    |                                    |                                                  |                                                  |                              |                              |                              |                       |         |         |
|                                    |                                    |                                    |                                    |                                                  |                                                  |                              |                              |                              |                       |         |         |
| Vladimir (härskade 889–893)        | Vladimir (härskade 889–893)        | Gabriel (Gavril)                   | Gabriel (Gavril)                   |                                                  |                                                  | Jakob (Jakov)                | Jakob (Jakov)                | Eupraxia (Evpraksija)        | Eupraxia (Evpraksija) | Anna    | Anna    |
|                                    |                                    |                                    |                                    |                                                  |                                                  |                              |                              |                              |                       |         |         |
|                                    | 1 okänd hustru                     | 1 okänd hustru                     | 1 okänd hustru                     | Simeon I (f. 864/865, d. 927, härskade 893–927)  | Simeon I (f. 864/865, d. 927, härskade 893–927)  | 2 dotter till Georg Sursuvul | 2 dotter till Georg Sursuvul | 2 dotter till Georg Sursuvul |                       |         |         |
|                                    |                                    |                                    |                                    |                                                  |                                                  |                              |                              |                              |                       |         |         |
|                                    |                                    |                                    | 1                                  | 1                                                | 2                                                | 2                            | 2                            | 2                            | 2                     | 2       | ?       |
|                                    |                                    | Michail (d. 931)                   | Michail (d. 931)                   | Peter I (f. efter 912, d. 970, härskade 927–969) | Peter I (f. efter 912, d. 970, härskade 927–969) | Ivan                         | Ivan                         | Benjamin                     | Benjamin              | döttrar | döttrar |

## Eftermäle
Tsar Simeon I har förblivit bland de mest uppskattade personerna i Bulgariens historia, vilket visade sig i en omröstning i TV-programmet  Velikite Bǎlgari (en avläggare till det brittiska programmet 100 Greatest Britons), där han i februari 2007 kom fyra bland de största bulgarerna någonsin. Den sista bulgariska regenten, Simeon Sachsen-Coburg-Gotha, fick sitt namn efter Simeon I. Ett fabrikat av högkvalitativ druvrakija, Tsar Simeon Veliki, bär också hans namn, och en antarktisk bergstopp på  Livingston Island i Sydshetlandsöarna fick namnet Simeon Peak till hans ära av Antarctic Place-names Commission.
Simeon den store har också förekommit ofta i skönlitteratur. Den bulgariske nationalförfattaren Ivan Vazov tillägnade honom en patriotisk dikt för barn, "Tsar Simeon", och den tonsattes senare som sången "Kraj Bosfora sjum se vdiga". En dramaserie i elva avsnitt som filmades 1984, Zlatnijat vek (Guldålder), återberättar historien om Simeons regeringstid. I serien spelas tsaren av Marius Donkin. Ett historiskt drama med namnet  Tsar Simeon — Zlatnijat vek debuterade i december 2006. Ivan Samokovliev spelar huvudrollen som Simeon.